# Kandake

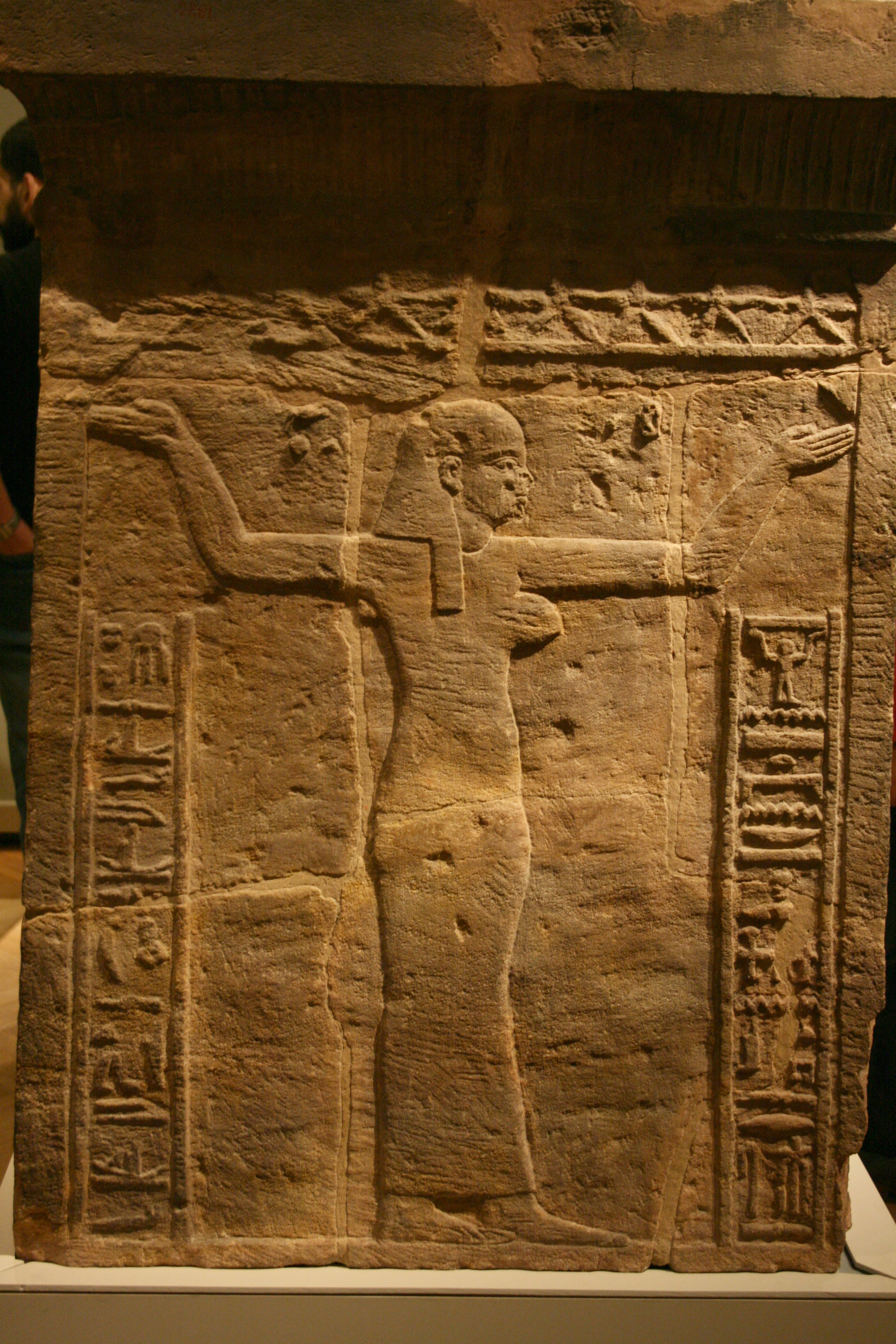
Relief av kandaken Amanitore.

Kandake, kadake eller kentake (meriotiska: 𐦲𐦷𐦲𐦡, grekiska: Κανδάκη) var en titel för systern till kungen av Kush, som i enlighet med matrilinjär arvsrätt skulle föda kungens tronarvinge och bli näste kungs mor och fungera som regent. Detta ska inte nödvändigtvis förstås som att hon födde sin brors barn genom incest, utan snarare som att hon födde den son som skulle efterträda honom, även om denne inte var kungens biologiske son. Titeln uppfattades av greker och romare under antiken felaktigt som ett namn, Candace. 

## Exempel
Listan innehåller de namn som är kända, varav många dock enbart är namn: 
- Shanakdakhete (177 f.Kr.–155 f.Kr.), det tidigaste kända exemplet
- Amanirenas (40 f.Kr.–10 f.Kr.)
- Amanishakheto (cirka 10 f.Kr.–1 e.Kr.)
- Nawidemak (cirka 0)
- Amanitore (1–20 e.Kr.)
- Amantitere (22–41 e.Kr.)
- Amanikhatashan (62–85 e.Kr.)